# A boldogság ára
A boldogság ára (eredeti címe: Baccarat) 1935-ben bemutatott fekete–fehér francia játékfilm, rendezője Yves Mirande. 
Magyarországon 1939. augusztus 3-án mutatták be.

## Cselekménye
A külföldi illetőségű Elsa Barienzi egy bankár szeretőjeként fényűző életet él Párizsban. Bizalmasa és Lebel ügyvéd a bankár zűrös üzleti ügyeire, közeli csődjére figyelmezteti, ami számára az országból való kiutasítással járhat. Lebel ügyvéd tanácsára 150 000 frank lefizetése ellenében névházasságot köt André Leclerc-kel. Először a házasságkötéskor találkoznak egymással. A férfi csakhamar visszaadja a pénzt az ügyvédnek, a nőnek pedig megvallja szerelmét. Elsa közben már feljelentette a bankárt, de mint szélhámos cinkostársát a rendőrség őrizetbe veszi, a pénzembert pedig keresik. A bírósági tárgyaláson kiderül Elsa vétlensége és André Leclerc előélete: háborús érdemeiért többször kitüntették, de a háború után sehol nem kapott munkát. Elsát a bíróság felmenti, és a pár együtt indul el egy új élet felé.

## Főszereplők
- Marcelle Chantal – Elsa Barienzi
- Jules Berry – André Leclerc
- Lucien Baroux – Charles Plantel
- Marcel André – Lebel ügyvéd